# Steen Skovgaard
Steen Skovgaard (1950) es un deportista danés que compitió en bádminton, en las modalidades de dobles y dobles mixto.
Ganó tres medallas en el Campeonato Mundial de Bádminton, en los años 1977 y 1980, y cuatro medallas en el Campeonato Europeo de Bádminton entre los años 1976 y 1982. Además, consiguió una medalla de bronce en los Juegos Mundiales de 1981.

## Palmarés internacional
| Campeonato Mundial | Campeonato Mundial      | Campeonato Mundial | Campeonato Mundial |
| Año                | Lugar                   | Medalla            | Prueba             |
| ------------------ | ----------------------- | ------------------ | ------------------ |
| 1977               | Malmö (Suecia)          | Medalla de oro     | Dobles mixto       |
| 1980               | Yakarta (Indonesia)     | Medalla de bronce  | Dobles             |
| 1980               | Yakarta (Indonesia)     | Medalla de bronce  | Dobles mixto       |
| Campeonato Europeo |                         |                    |                    |
| Año                | Lugar                   | Medalla            | Prueba             |
| 1976               | Dublín (Irlanda)        | Medalla de plata   | Dobles mixto       |
| 1978               | Preston (Reino Unido)   | Medalla de plata   | Dobles mixto       |
| 1980               | Groninga (Países Bajos) | Medalla de bronce  | Dobles             |
| 1982               | Böblingen (RFA)         | Medalla de bronce  | Dobles mixto       |